# Eduard Ljungberg
Carl Eduard Ljungberg, ofta C.E. Ljungberg (i riksdagen kallad Ljungberg i Stockholm), född 30 november 1820 i Kristianstads församling, Kristianstads län, död 9 februari 1910 i Hedvig Eleonora församling, Stockholms stad, var en svensk statistiker och politiker.

## Biografi
Ljungberg studerade från 1836 i Lund och sedermera i Uppsala, där han avlade kansli-, kameral- och hovrättsexamen. År 1854 antogs han till sekreterare i den kommitté, som hade i uppdrag att avge utlåtande rörande inrättandet av ett statistiskt ämbetsverk, och tjänstgjorde 1858-61 i den nyinrättade Statistiska centralbyrån. Därefter var han anställd som notarie i Kammarkollegium (1861-80) och som advokatfiskal i Arméns pensionskassa (1870-78). 
Som fullmäktig för Stockholms stad deltog Ljungberg i de båda sista ståndsriksdagarna, 1862-63 och 1865-66, samt var statsrevisor 1864 och 1865. Åren 1894-1903 var han ledamot av första kammaren för  Älvsborgs län. Av Lantbruksakademien blev han ledamot 1852. Han medverkade vid stiftandet av Stockholms högskola.
Bland hans många skrifter märks Allmän statistik (två delar, 1851-56), den statistiska avdelningen av Carl Adolph Agardhs "Försök till en statsekonomisk statistik öfver Sverige" (fyra delar, 1852-63, varav Ljungberg ensam utarbetade fjärde delen) samt Sveriges materiela utveckling under senaste årtionden (1868; bearbetad på franska). På regeringens uppdrag utgav han 1869 La Suède, son dévéloppement moral, industriel et commercial. Han skrev vidare De diplomatiska angelägenheterna (1891). Från 1869 till sin död redigerade han "Tidskrift för Sveriges landsting" (från 1907 tillsammans med Edvard Arosenius). Ljungberg, som i sin ungdom ansågs vara en reformivrare, blev under senare år mycket konservativ – vilket dock ej hindrade, att han gång på gång framställde förslag om allmän rösträtt – samt hävdade med styrka Sveriges rätt i unionsfrågan.